# بحرات القدیمه
بحرات القدیمه یک منطقهٔ مسکونی در عربستان سعودی است که در استان مکه واقع شده‌است.